# Concepte istorice despre rasă

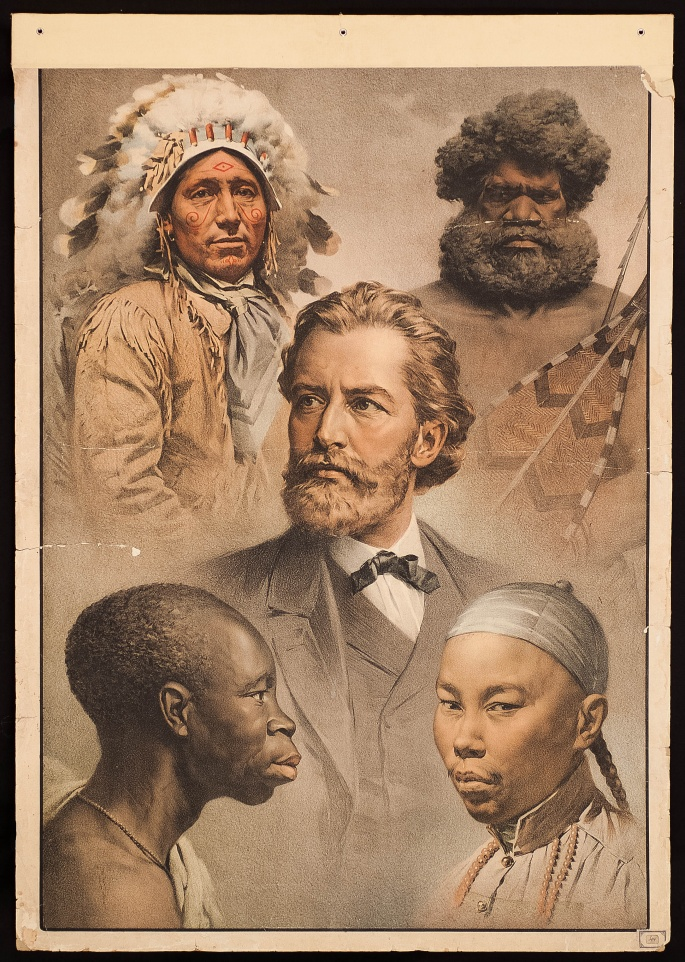
Afiș din 1911 cu „Cele cinci rase ale omului”

Conceptul de rasă ca mijloc de clasificare a omului modern⁠(d) (Homo sapiens) are o istorie amplă în Europa și în Americi. Cuvântul contemporan rasă în sine este modern; istoric, el a fost folosit în secolele al XVI-lea–al XIX-lea cu sensul de „națiune, grup etnic⁠(d)”. Rasa și-a dobândit sensul modern în domeniul antropologiei fizice prin rasismul științific⁠(d) începând cu secolul al XIX-lea. Odată cu apariția geneticii moderne, conceptul unor rase umane distincte în sens biologic a devenit perimat. În 2019, Asociația Americană a Antropologilor Biologici a afirmat: „Credința în «rase» ca aspecte naturale ale biologiei umane și structurile de inegalitate (rasism) care rezultă din astfel de credințe, sunt printre cele mai dăunătoare elemente din experiența umană atât astăzi, cât și în trecut”.